# 18 pluviôse
18 nivôse 18 ventôse
L'octidi 18 pluviôse, officiellement dénommé jour de l'if, est le 138e jour de l'année du calendrier républicain.
C'était généralement le 6e jour du mois de février dans le calendrier grégorien.